# Monstera deliciosa
Monstera deliciosa, llamada comúnmente cerimán o costilla de Adán, es una especie de planta trepadora de la familia Araceae, endémica de selvas tropicales, que se distribuye desde el centro y sur de México hasta el norte de Argentina.[cita requerida]

## Descripción
Tiene tallo grueso, alcanza 20 m de largo; hojas grandes, correosas, brillantes, cordadas, de 20 a 90 cm de largo × 20 a 80 cm de ancho. En plantas nuevas son pequeñas, enteras, sin lóbulos ni agujeros. Fruto de 30 cm de largo × 3-5 cm de diámetro, que asemeja una mazorca de maíz verde con escamas hexagonales. En sus primeras fructificaciones, contiene tanto ácido oxálico que es tóxico, causando inmediato dolor y ampollamiento, irritación, picazón y hasta pérdida de la voz. Tras un año de maduración, es seguro ingerirla.
Las plántulas crecen dirigiéndose hacia el punto más oscuro que pueden encontrar y cuando ubican un árbol donde adherirse buscan la luz, trepando por el tronco.
La flor crece y abre a mediados de verano (febrero en la zona subtropical del hemisferio sur).

## Cultivo y usos

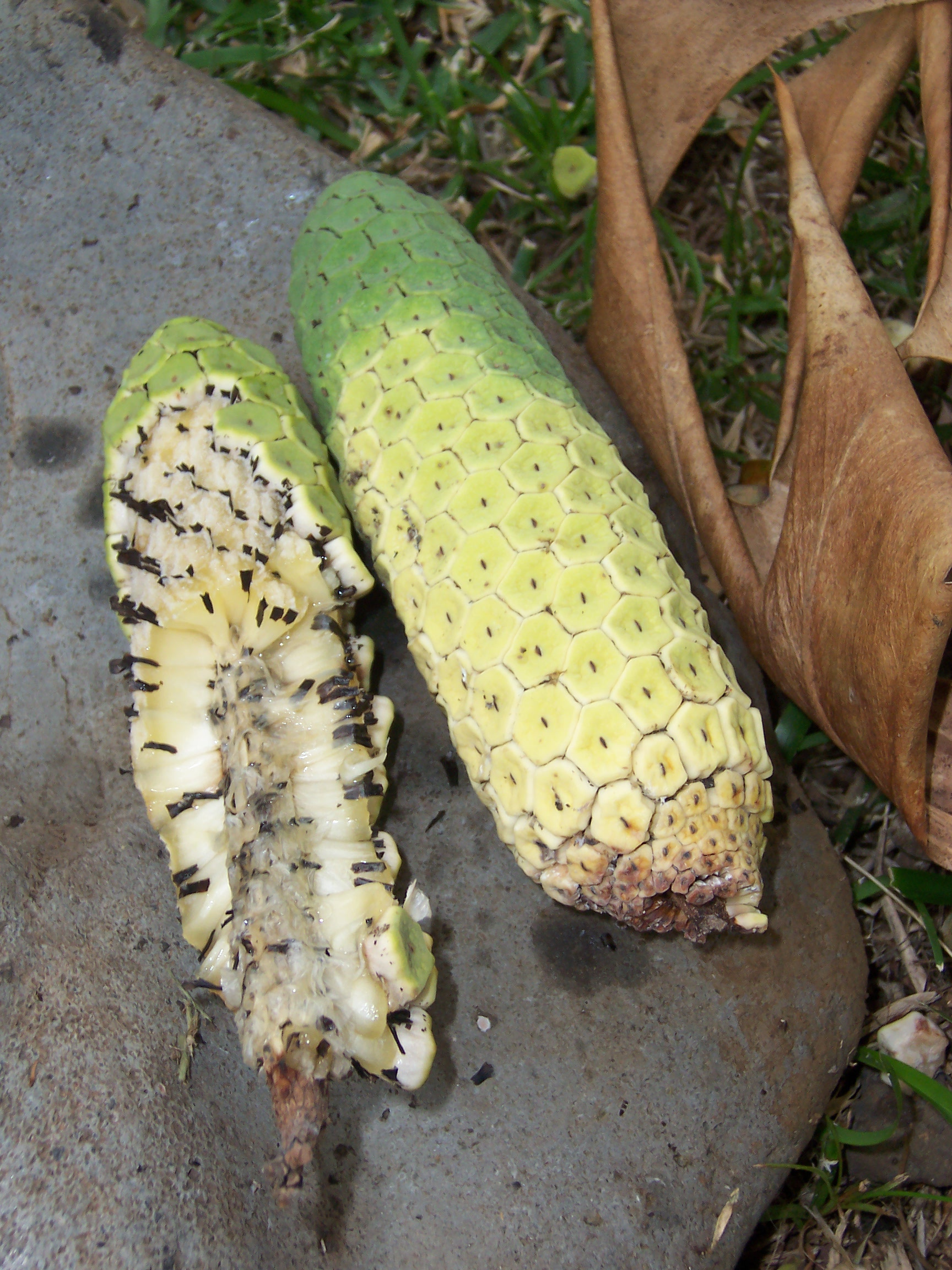
Frutos de Monstera deliciosa

El fruto puede madurarse, cortándolo cuando las primeras escamas comienzan a salirse y a exudar un olor acre, envolviéndolo en una bolsa de papel. Las pepitas después se hacen solas, y muestran su pulpa comestible, que se corta del resto del fruto y se consume. Tiene el mismo sabor de la piña (Ananas comosus). El consumo de la fruta inmadura con las pepitas muy firmes, expone la garganta a concentraciones elevadas de ácido oxálico, por lo que se recomienda consumir la fruta solo al estar bien madura.[cita requerida]
Es muy usada principalmente como planta de interior para decoración, generalmente en hoteles, restaurantes, oficinas, y en domicilios particulares. Prospera mejor a temperaturas de 20-30 °C, con alta  humedad, y necesita sombra. El crecimiento cesa debajo de 10 °C  y la helada la mata. Comienza a florecer al tercer año de plantada en condiciones ideales, y tarda un año más en madurar la fruta.  Es raro que florezca en interiores. Se reproduce por esqueje de una planta madura, o por acodo.
Si hay amarilleamiento de las hojas inferiores para luego volverse castañas, suele producirse en invierno o por exceso de riego, por lo que se debe dejar secar hasta recuperarse, y posteriormente reducir la frecuencia del riego.[cita requerida]

### Usos etnomedicinales
El rizoma se usa para tratar gripes y reumatismo.[cita requerida]

## Taxonomía
Monstera deliciosa fue descrita por Frederik Michael Liebmann y publicado en Videnskabelige Meddelelser fra Dansk Naturhistorisk Forening i Kjøbenhavn 1849: 19. 1849.
Etimología
Monstera: nombre genérico que fue nombrado con la palabra latina para "monstruosa" o "anormales", ya que los miembros del género se distinguen por sus hojas inusuales con agujeros naturales.
deliciosa: epíteto latíno que significa "deliciosa"
Sinonimia
- Tornelia fragrans Gut. ex Schott, Gen. Aroid.: t. 74 (1858), nom. illeg.
- Philodendron anatomicum Kunth, Index Seminum (B) 1847: 11 (1847).
- Monstera lennea K.Koch, Bot. Zeitung (Berlin) 10: 277 (1852).
- Monstera borsigiana K.Koch, Wochenschr. Gärtnerei Pflanzenk. 5: 275 (1862).
- Monstera tacanaensis Matuda, Anales Inst. Biol. Univ. Nac. Autón. México, Bot. 43: 55 (1972).[4]

## Nombres comunes
Costilla de Adán, filodendro, filodendron, esqueleto, arpón, hoja rota, monstera, cerimán, balazo, mano de tigre, piñanona, esqueleto de caballo, costilla de vaca.